# Dipulus
Dipulus is een geslacht van straalvinnige vissen uit de familie van naaldvissen (Bythitidae).

## Soorten
- Dipulus caecus Waite, 1905
- Dipulus hutchinsi Møller & Schwarzhans, 2006
- Dipulus multiradiatus (McCulloch & Waite, 1918)
- Dipulus norfolkanus Machida, 1993